# Cemitério de Brookwood

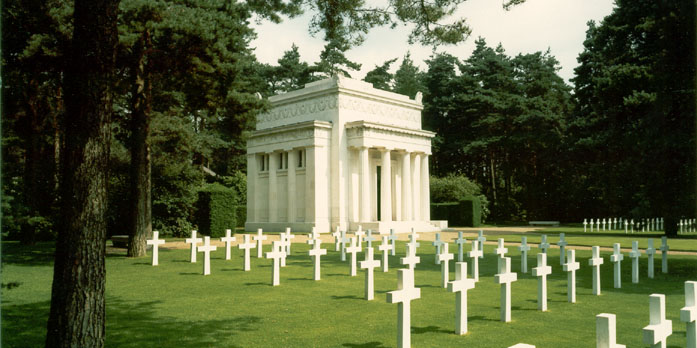
O Cemitério de Brookwood

O Cemitério de Brookwood é um cemitério localizado na cidade de Woking, no condado de Surrey, Inglaterra. Também conhecido como Necrópole de Londres, foi estabelecido pela Companhia Necrópole de Londres em 1852, para abrigar corpos de londrinos, visto que a cidade estava tendo dificuldades para acomodar sua crescente população, tanto morta quanto viva. Projetado pelo arquiteto William Tite em 1854, era então o maior cemitério do mundo. Mais de duzentas e quarenta mil pessoas foram enterradas em Brookwood. 
Um cemitério militar foi adicionado em 1917 e contém alguns dos mortos da Primeira Guerra Mundial e da Segunda Guerra Mundial. Um memorial militar foi construído em 1958. Memorizado aqui também é Eduardo, o Mártir, rei da Inglaterra, cujas relíquias estão guardadas na Igreja Ortodoxa de São Eduardo, o Mártir.

## Sepultamentos notáveis
- John Singer Sargent (1856-1925), artista americano.
- Charles Bradlaugh (1833-1891), ativista político.
- Said Bin Taimur (1910-1972), Sultão de Omã entre 1932 e 1970 (local de enterro original conseqüentemente mudou-se para Omã)
- Naji al-Ali (1937?-1987), cartoonista político palestino
- Margaret, Duquesa de Argyll (1912-1993)
- Muhammad al-Badr (1926 – 1996), foi um Imame de Iémen
- Dodi Al-Fayed (1955-1997), produtor de filmes (local de enterro original conseqüentemente mudou-se para a propriedade dos Fayed)
- Rebecca West (1892-1983), romancista, feminista e jornalista
- Sir Dorabji Tata, filantrópico indiano
- Edith Thompson - executada na prisão Holloway em 1923
- Robert Knox - anotomista
- Omar Ali-Shah - mestre do sufismo Naqshbandi